# Bertinoro
Bertinoro is een gemeente in de Italiaanse provincie Forlì-Cesena (regio Emilia-Romagna) en telt 9501 inwoners (31-12-2004). De oppervlakte bedraagt 56,9 km², de bevolkingsdichtheid is 166 inwoners per km².
De volgende frazioni maken deel uit van de gemeente: Santa Maria Nuova Spallicci, Santa Croce, San Pietro in Gardiano, Fratta Terme, Polenta, Collinello, Ospedaletto, Capocolle, Bracciano.

## Demografie
Bertinoro telt ongeveer 3756 huishoudens. Het aantal inwoners steeg in de periode 1991-2001 met 8,2% volgens cijfers uit de tienjaarlijkse volkstellingen van ISTAT.
| Jaar | Inwoneraantal |
| ---- | ------------- |
| 1991 | 8601          |
| 2001 | 9307          |

## Geografie
Bertinoro grenst aan de volgende gemeenten: Cesena, Forlì, Forlimpopoli, Meldola, Ravenna (RA).

## Partnersteden
- Ale (Zweden)
- Kaufungen (Duitsland), sinds 1997
- Budești

## Geboren
- Obadiah di Bertinoro (1455-1516), rabbijn
- Alexandre Fabri (17e eeuw), bisschop van Orange
- Arnaldo Pambianco (1935-2022), wielrenner

## Externe link

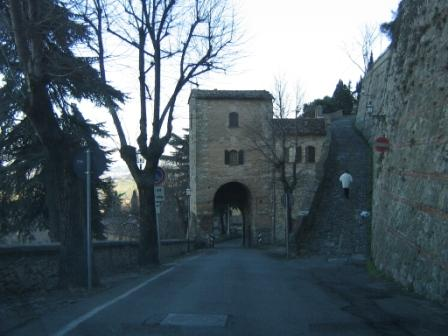
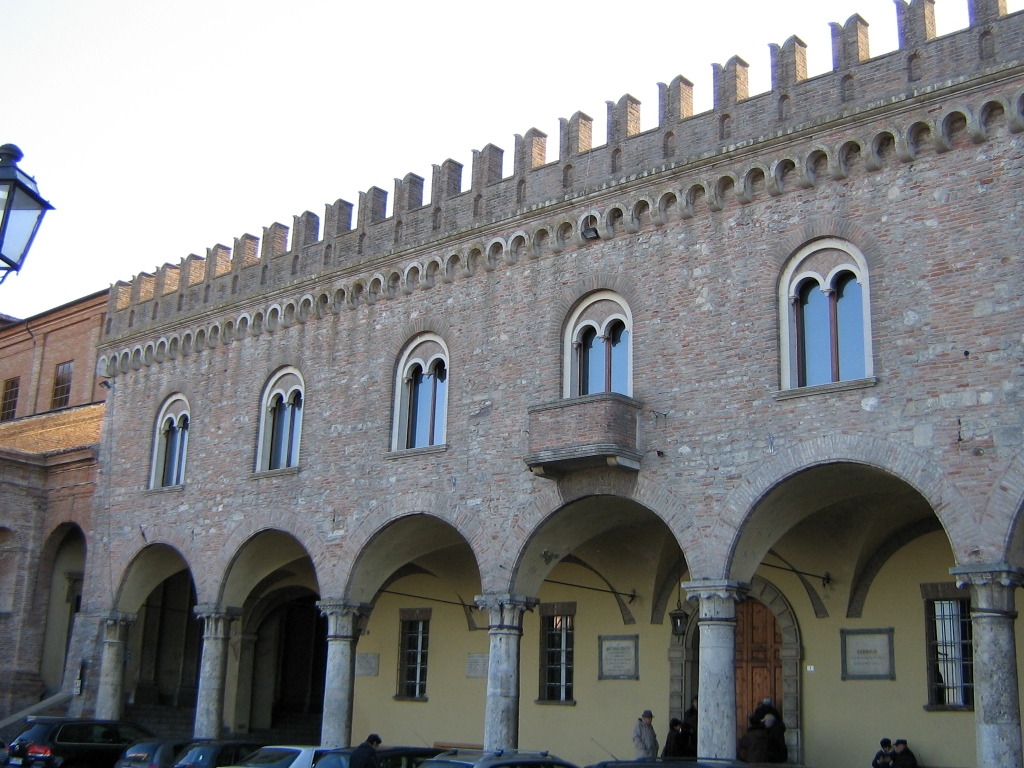
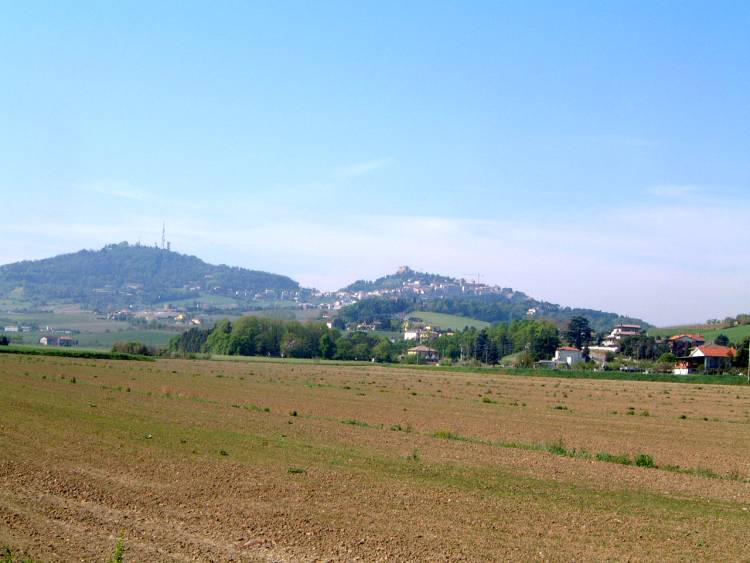
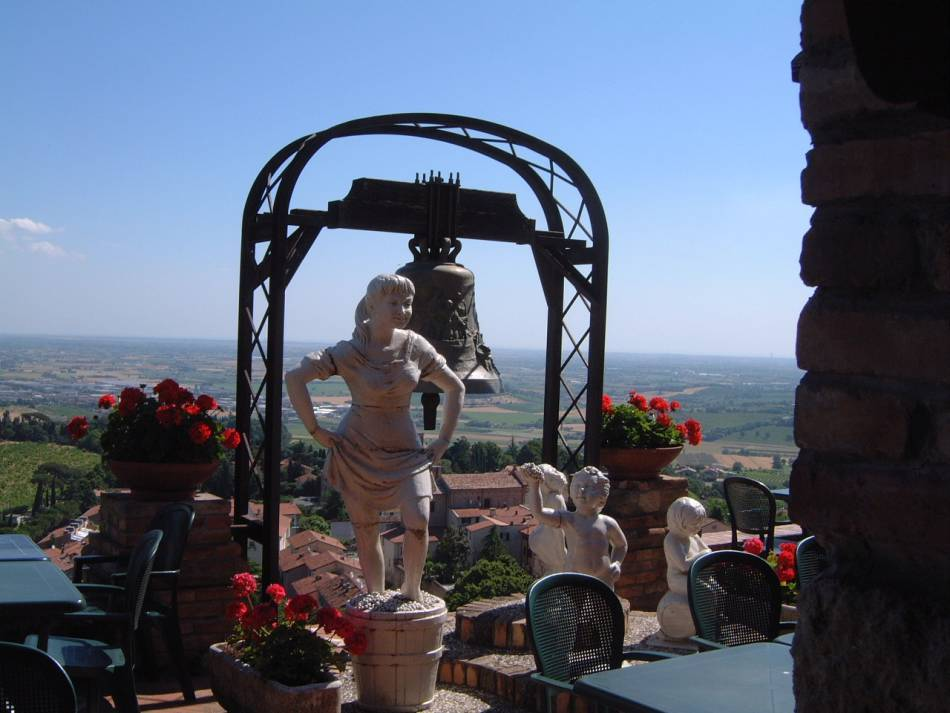
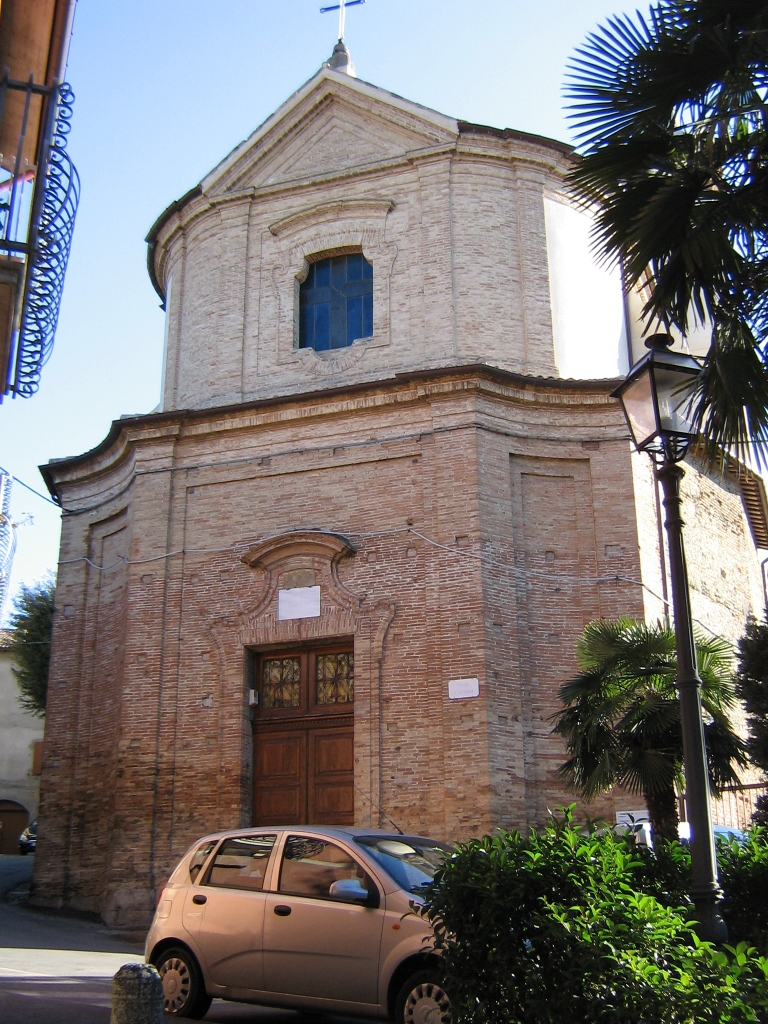
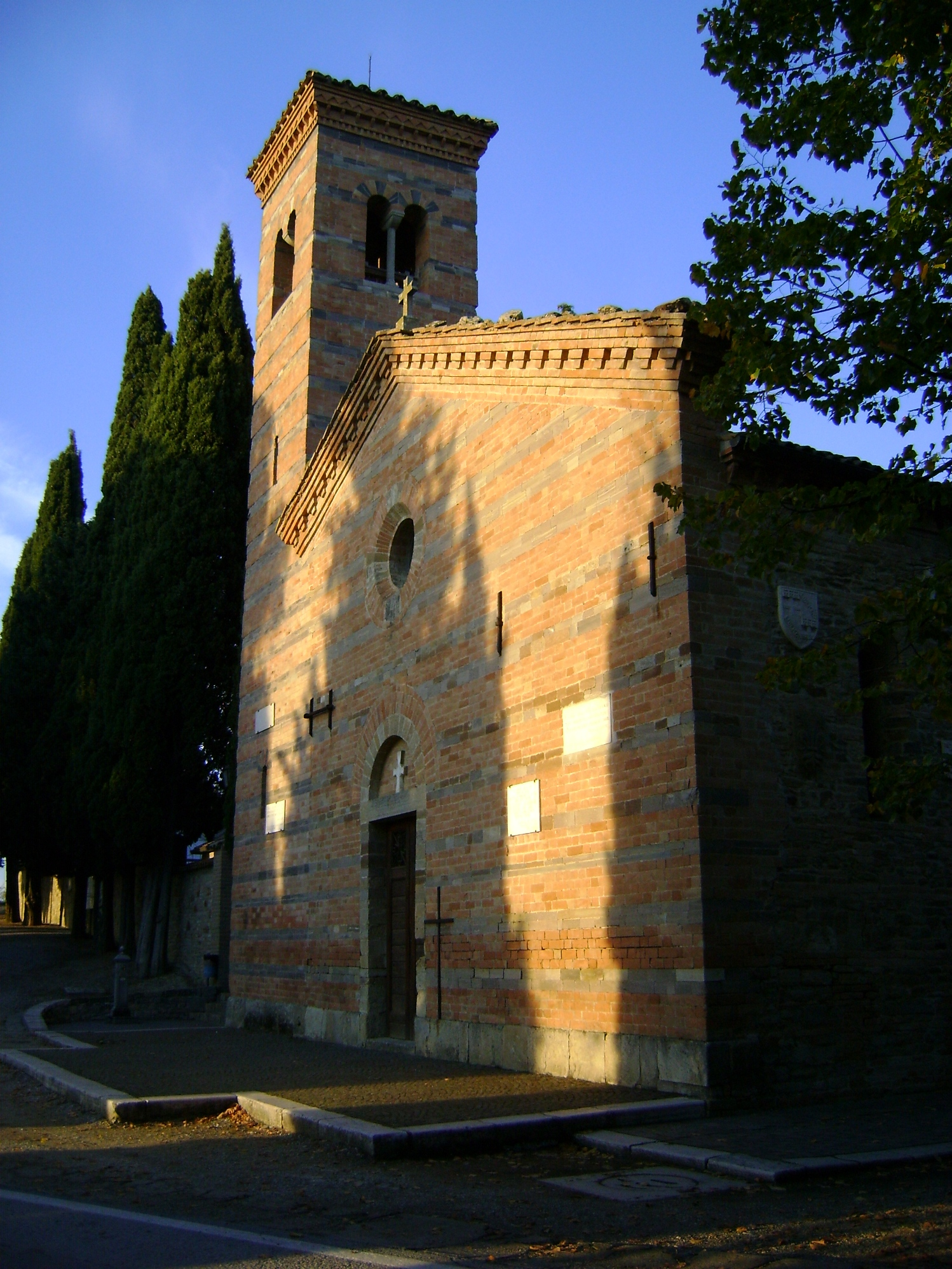
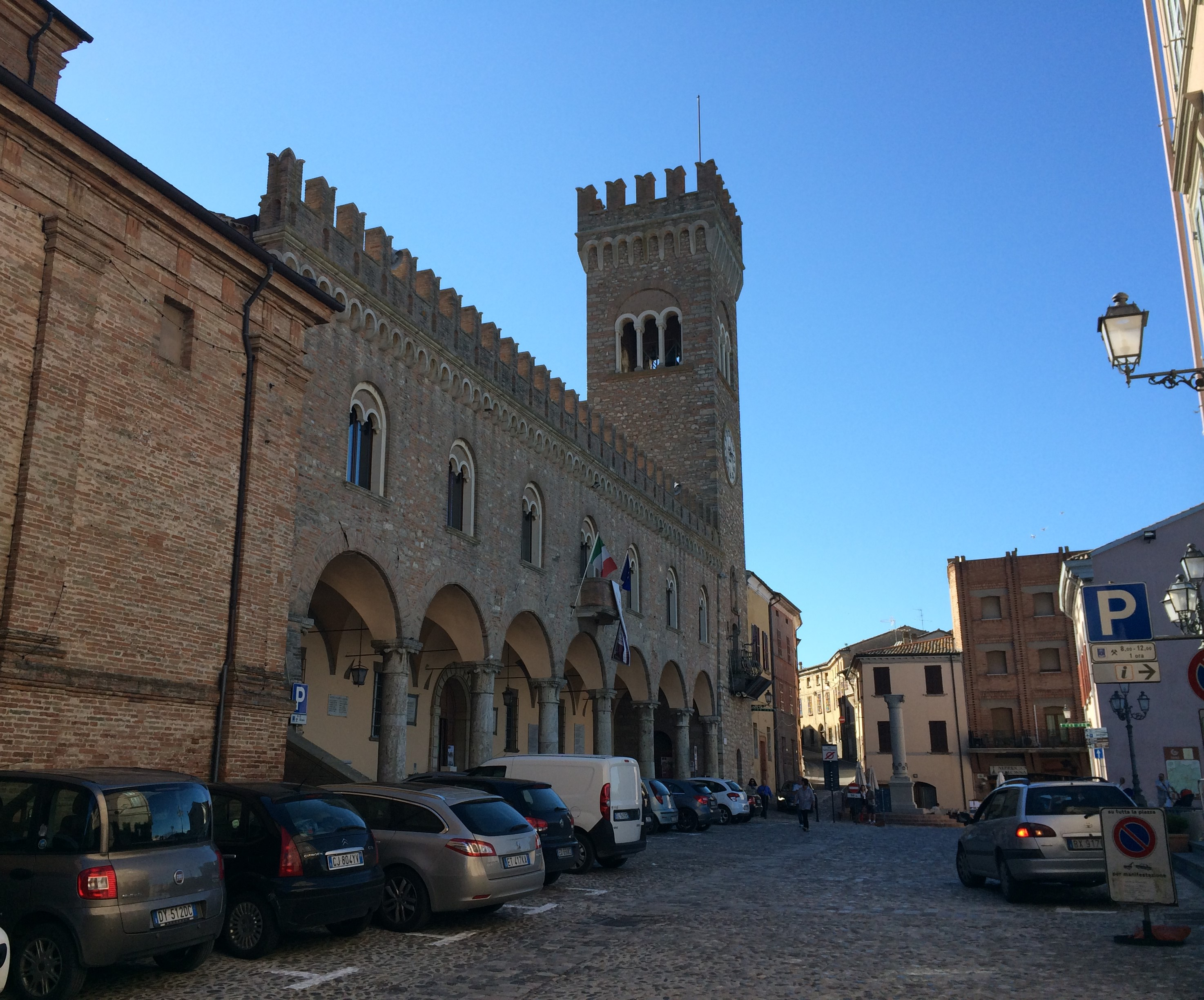
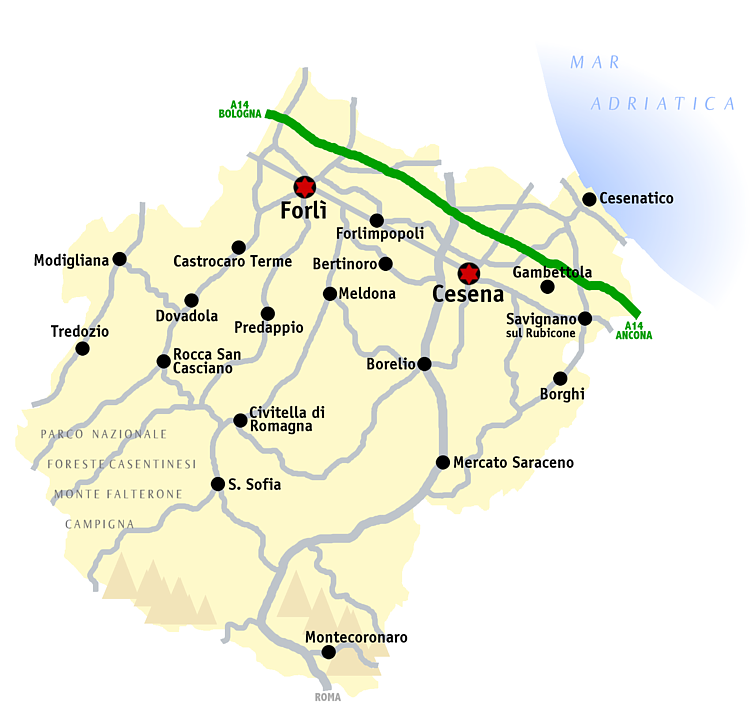